# Боттигхофен
Боттигхофен (нем. Bottighofen) — коммуна в Швейцарии, в кантоне Тургау.
Входит в состав округа Кройцлинген. Население составляет 2007 человек (на 31 декабря 2007 года). Официальный код — 4643.